# ایرج اسکندری (سیاستمدار)
ایرج اسکندری (۱۲۸۶ در تهران – ۱۱ شهریور ۱۳۶۴ در برلین شرقی) دبیر اول حزب توده ایران یکی از اعضای شاخص گروه ۵۳ نفر و از بنیانگذاران حزب توده ایران بود. وی نماینده دوره چهاردهم مجلس شورای ملی، وزیر پیشه و هنر در کابینه قوام‌السلطنه و سال‌ها دبیر اول حزب توده ایران بود. اسکندری از سال ۱۳۲۰ تا انقلاب ۱۳۵۷ در فعالیت‌های این حزب حضور داشت.
او تاریخ باستان ایران را خوب می‌شناخت و یکی از خبرگان آثار باستانی ایران بود.

## زندگی
دودمان ایرج اسکندری به عباس میرزا ولیعهد می‌رسد. ایرج اسکندری در ۱۲۸۶ در تهران متولد شد. پدرش یحیی میرزا اسکندری از شاهزادگان مشروطه‌خواه و عمویش سلیمان میرزا اسکندری بود. «یحیی میرزا» پسر محسن میرزا کفیل الدوله بود و او هم فرزند محمد طاهر میرزا و ایشان هم فرزند اسکندر میرزا و اسکندر میرزا نیز پسر عباس میرزای ولیعهد بود. اسکندری نخست در مدرسه سپهر، سپس در دارالفنون و بعد در مدرسهٔ علوم سیاسی درس خواند. ۱۸ ساله بود که مدرسه سیاسی را تمام کرد و در بیست سالگی، بنا بر وصیت پدرش و به همت پدربزرگش، برای ادامهٔ تحصیل به فرانسه رفت و در آنجا حقوق خواند.
ارتباط با دانشجویی بلغاری به نام کیسیلوف، که دانش خوب دربارهٔ مارکسیسم داشت، موجب آشنایی بیش‌تر و علاقه‌مندی افزون‌تر اسکندری به مارکسیسم شد.
وی به توصیهٔ عمویش، سلیمان میرزا اسکندری، با تعدادی از دانشجویان ایرانی دانشگاه برلین آلمان شرقی -که در ۱۹۲۵ فرقهٔ جمهوری انقلابی ایران را تشکیل داده بودند، ارتباط یافت. او از این گروه که مهم‌ترین افراد آن مرتضی علوی، تقی ارانی و احمد اسدی بودند، با عنوان کمونیست‌های برلین نام برده‌است.
در ۱۳۱۰ از اروپا به ایران بازگشت و در مقام معاون دادستان مشغول به کار شد. با همکاری دکتر تقی ارانی مجله دنیا را تأسیس کرد و مقالات اقتصادی این مجله را عهده‌دار شد. در ۱۳۱۵ پس از آن‌که صدرالاشراف وزیر دادگستری شد، از کار خود در وزارت دادگستری استعفاء داد.

### ۵۳ نفر
او در سال ۱۳۱۷ به عنوان یکی از اعضای گروه ۵۳ نفر دستگیر و به ۵ سال زندان محکوم شد. در محاکمه ۵۳ نفر زیرکانه‌ترین دفاع حقوقی، دفاع ایرج اسکندری از گروهی بود که به جرم مطالعه مارکسیستی بازداشت شده بودند. زمانی که رضا شاه سقوط کرد وی از نخستین کسانی بود که از زندان آزاد شد. هنگام آزادی او در محوطه زیر ۸ زندان همه زندانیان سیاسی را به احترام دکتر ارانی فراخواند تا بایستند و به یاد او سکوت کنند.

### حزب توده
پس از آزادی از زندان تصمیم گرفت با هدف جذب طیف گسترده‌ای از نسل جدید رادیکال‌های جوان، کمونیست‌ها، و میهن‌پرستان مترقی نسل گذشت یک حزب فراگیر ایجاد کند. این سازمان، حزب توده ایران نام گرفت.
نخستین جلسه مؤسسان حزب توده علاوه بر ایرج اسکندری شامل سلیمان میرزا اسکندری، دکتر محمد بهرامی، رضا روستا، فریدون کشاورز، اردشیر آوانسیان، رضا رادمنش، احسان طبری، خلیل ملکی، ابراهیم محضری، نورالدین الموتی، عبدالحسین نوشین و چند نفر دیگر در ۷ مهر ۱۳۲۰ در منزل سلیمان میرزا اسکندری تشکیل شد و در پی آن، اسکندری به همراه جعفر پیشه‌وری و عبدالقدیر آزاد مأمور تهیه اساسنامه حزب شدند.
در سال دوم آزادی خود از زندان امتیاز روزنامه رهبر ارگان رسمی حزب توده را گرفت و برای سال‌ها، همین روزنامه که مدیریت آن با ایرج اسکندری بود مشهورترین و پر تیراژترین ارگان حزبی در خاورمیانه بود.
اسکندری در یادداشت‌های خود نوشته‌است که آنان در نظر داشتند از طریق ایجاد یک جنبش سراسری متشکل از نیروهای «دموکراتیک، میهن‌پرست و مترقی» بر فرقه‌گرایی چیره شوند.
در کنگره اول حزب توده ایران عضویت او در کمیته مرکزی تثبیت و عضو هیئت سه نفره دبیران سیاسی حزب توده ایران شد. در دوره چهاردهم مجلس شورای ملی از شهرستان ساری به نمایندگی مردم انتخاب شد. در مجلس پشتیبانی حزب توده را از اعطای امتیاز استخراج نفت شمال ایران به شوروی بیان کرد. اسکندری بعدها از این اقدام به عنوان اشتباه اظهار تاسف کرد.

### وزارت
در مرداد ۱۳۲۵ احمد قوام، نخست‌وزیر، تصمیم گرفت برای نزدیک‌تر شدن به شوروی و حل برخی مشکلات خارجی و داخلی، سه مقام وزارت را در اختیار حزب توده قرار دهد؛ اسکندری وزیر بازرگانی و پیشه و هنر شد. این موضوع بحث‌ها و گفتگوهای زیادی در پی داشت؛ عده‌ای حضور در کابینه را اشتباهی بزرگ می‌دانستند و گروهی دیگر با شرکت حزب در حکومت موافق بودند. در پایان آن سال اسکندری از هیئت دولت کنار گذاشته شد.

### محکومیت به مرگ
در ۱۵ بهمن ۱۳۲۷ در دانشگاه تهران به جان محمدرضا شاه سوءقصد شد. با نسبت دادن این ترور به حزب توده و اعلام حکومت نظامی، بسیاری از رهبران حزب توده دستگیر شدند و ایرج اسکندری که در خارج به سر می‌برد و سه نفر دیگر غیاباً به مرگ محکوم شدند و این آغاز تبعیدی حدوداً سی‌ساله بود.

### دبیرکلی و انقلاب ۱۳۵۷
در آذر ۱۳۴۸، در کنگره سیزدهم کمیته مرکزی حزب توده ایران رأی به برکناری رضا رادمنش از دبیرکلی حزب داده شد و هیئت اجرائیه، بنا بر پیشنهاد غلام یحیی دانشیان، ایرج اسکندری را دبیر اول حزب کرد و سرانجام در کنگره چهاردهم کمیته مرکزی حزب توده ایران که در دی ۱۳۴۹ برگزار شد، تصمیم هیئت اجرائیه تأیید و اسکندری برای هفت سال دبیر اول حزب توده ایران شد. در ۲۳ دی۱۳۵۷، در آستانه پیروزی انقلاب ایران، اسکندری از دبیر اولی حزب برکنار شد، در کنگره شانزدهم کمیته مرکزی حزب توده ایران برکناری وی تأیید شد.
به عقیدهٔ اسکندری، هیچ گونه ایراد سیاسی و تشکیلاتی بر او وارد نبوده و این جابه‌جایی، با اوضاع سیاسی ایران در آن روزگار، مربوط بوده‌است. پس از پیروزی انقلاب ایران، اسکندری به ایران آمد. وی در ایران از برخی مواضع حزب توده و بعضی رفتارهای گذشته آن، انتقاد کرد که پس از اعتراض شدید حزب توده، اسکندری مجبور به پس گرفتن سخنان خود شد و در نهایت زیر فشار حزب توده و به خصوص نورالدین کیانوری، مجبور به خروج از ایران شد.
اسکندری پس از یورش به حزب توده ایران و کشتار رهبران و کادرهای حزب، در جلسه پلنوم هجدهم کمیته مرکزی حزب توده ایران از سازمان دهندگان دوباره رهبری حزب توده ایران بود.

### مرگ
ایرج اسکندری، در ۱۱ شهریور ۱۳۶۴ بر اثر بیماری سرطان در جمهوری دمکراتیک آلمان در بیمارستان مخصوص سران احزاب کمونیست در برلین شرقی درگذشت.